# Universidad Nacional del Nordeste
La Universidad Nacional del Nordeste (UNNE) es una universidad pública de la Argentina con rectorado en la ciudad de Corrientes y vicerrectorado en Resistencia, provincias de Corrientes y del Chaco, respectivamente. También posee Centros Regionales Universitarios que cuentan con extensiones académicas ubicadas en las ciudades chaqueñas de Charata, Juan José Castelli y General Pinedo, en las ciudades correntinas de Goya, Paso de los Libres, Ituzaingó, Santo Tomé, Esquina y Curuzú Cuatiá; también disponía de sedes en Posadas (Misiones), Clorinda (Formosa) y Ciudad de Formosa.
Forma a 49 875 estudiantes aproximadamente, en once facultades, y cuenta además con Institutos asociados.

## Historia
El antecedente más remoto de la UNNE data del 16 de febrero de 1841, cuando el gobernador de la provincia de Corrientes, Pedro Ferré, fundó la efímera Universidad Superior de San Juan Bautista; aunque no perduraría, dado el agitado contexto político y social de la región, sentó las bases de la educación superior en la región. Hacia fines del siglo XIX, Corrientes contaba ya con una identidad histórica y política bien marcada, y una larga historia de participación en la vida política argentina; fue uno de los centros que se consideraron para la erección de una universidad para la región del litoral en los términos de la ley 1597/1885 de estatutos de las Universidades Nacionales (1885). Cuando la Universidad Nacional del Litoral fue fundada, por ley 10861 del 27 de septiembre de 1919, la facultad de Agricultura, Ganadería e Industrias afines se fijó en esta ciudad. Ante la necesidad de especialización en ciencias exactas, una iniciativa interna a esta llevó a la constitución de un Instituto Nacional de Profesorado que se sumó a esta en 1951.
La vida universitaria en el Nordeste durante la década del 40 estuvo constituida por el funcionamiento de Facultades, Carreras e Institutos creados por las Universidades Nacionales del Litoral y de Tucumán. Entre las Facultades que la formaban la UNL se encontraba la Facultad de Agricultura, Ganadería e Industrias afines con asiento en la ciudad de Corrientes. Allí surgió -como iniciativa de un grupo de profesores y estudiantes junto al impulso decisivo del Dr Juan Carlos Brusco, más tarde gobernador de la recién creada provincia de Chaco se reunieron con el presidente Juan Domingo Perón solicitando la creación de la Universidad. Su funcionamiento provisorio autorizado el 6 de junio de 1951.
Poco antes el gobierno de la provincia del Chaco (entonces aún Territorio Nacional del Chaco) había solicitado a las autoridades nacionales la creación de un curso de Contadores Públicos; el 30 de abril de 1951 la facultad de Ciencias Económicas, Comerciales y Políticas de la UNL fijó en Resistencia una sede en que se impartirían esta carrera y la de Perito Partidor.y agrupó a varias entidades dependientes de la Universidad Nacional del Litoral (UNL) y la Universidad Nacional de Tucumán (UNT), así como otras instituciones locales. 
Luego, el 5 de marzo de 1953, se sumaría la Escuela de Medicina, que se fusionó poco después con el Instituto de Medicina Regional dependiente de la Universidad Nacional de Tucumán, fundado en 1937 para estudiar las enfermedades endémicas, en especial la enfermedad de Chagas, el paludismo y las parasitosis. Para marzo de 1955, con la adición de una Escuela de Derecho dependiente de la Facultad de Ciencias Jurídicas y Sociales, la población académica de la región había cobrado ya importancia suficiente para desvincularse de la UNL y UNT.
Mediante el Decreto-Ley N.º 22.299 del 14 de diciembre de 1956 (68 años), se le concedió un rectorado provisorio.
A partir del 1 de julio de 2022 el actual rector es el Dr. Omar Larroza, por el periodo 2022-2026.

## Composición de la Universidad

### Facultades
- Facultad de Arquitectura y Urbanismo (FAU)
- Facultad de Artes, Diseño y Ciencias de la Cultura (FADYCC)
- Facultad de Ciencias Agrarias (FCA)
- Facultad de Ciencias Económicas (FCE)
- Facultad de Ciencias Exactas y Naturales y Agrimensura (FACENA)
- Facultad de Ciencias Veterinarias (FCV)
- Facultad de Derecho y Ciencias Sociales y Políticas (FDCSP)
- Facultad de Humanidades (FH)
- Facultad de Ingeniería (FI)
- Facultad de Medicina (FM)
- Facultad de Odontología (FO)

La UNNE también estaba conformada por la Facultad de Agroindustrias, con sede en la ciudad de Sáenz Peña (Chaco), hasta la creación de la Universidad Nacional del Chaco Austral (UNCAus), que pasó a depender de ella.

### Institutos, Escuela y Museo
Institutos dependientes de la UNNE y de diferentes Facultades:
- Instituto Agrotécnico "Pedro Fuentes Godo"
- Instituto de Administración de Empresas Agropecuarias, con sede en Curuzú Cuatiá, dependiente de la FCV
- Instituto de Botánica del Nordeste (IBONE)
- Instituto de Ciencias Criminalísticas y Criminología
- Instituto de Contabilidad de Costos y de Gestión, Depto. de Contabilidad, FCE
- Instituto de Electromecánica, Facultad de Ingeniería
- Instituto de Estabilidad, Facultad de Ingeniería
- Instituto de Geografía (IGUNNE), FH
- Instituto de Filosofía, FH
- Instituto de Historia, FH
- Instituto de Ictiología del Nordeste (INICNE)
- Instituto de Investigaciones en Educación, FH
- Instituto de Letras "Alfredo Veiravé", FH
- Instituto de Matemática, Facultad de Ingeniería
- Instituto de Medicina Regional (IMR)
- Instituto de Investigación y Desarrollo en Vivienda (FAU UNNE)
- Instituto de Planeamiento Urbano y Regional (IPUR), Facultad de Arquitectura y Urbanismo

Escuela de Nivel Secundario dependiente de la Facultad de Ciencias Agrarias:
- Escuela Regional de Agricultura, Ganadería e Industrias Afines (ERAGIA)

Museo dependiente de la Facultad de Humanidades:
- Museo Regional de Antropología "Juan Alfredo Martinet"

### Instituto de Servicios Sociales (ISSUNNE)
El Instituto de Servicios Sociales (ISSUNNE) es un sistema de cobertura médica que se creó en el 2012, a través del Consejo Superior de la universidad destinada a personal docente, no docente y estudiantes de todas las Facultades, con un total de 15.000 afiliados.   

#### Sedes

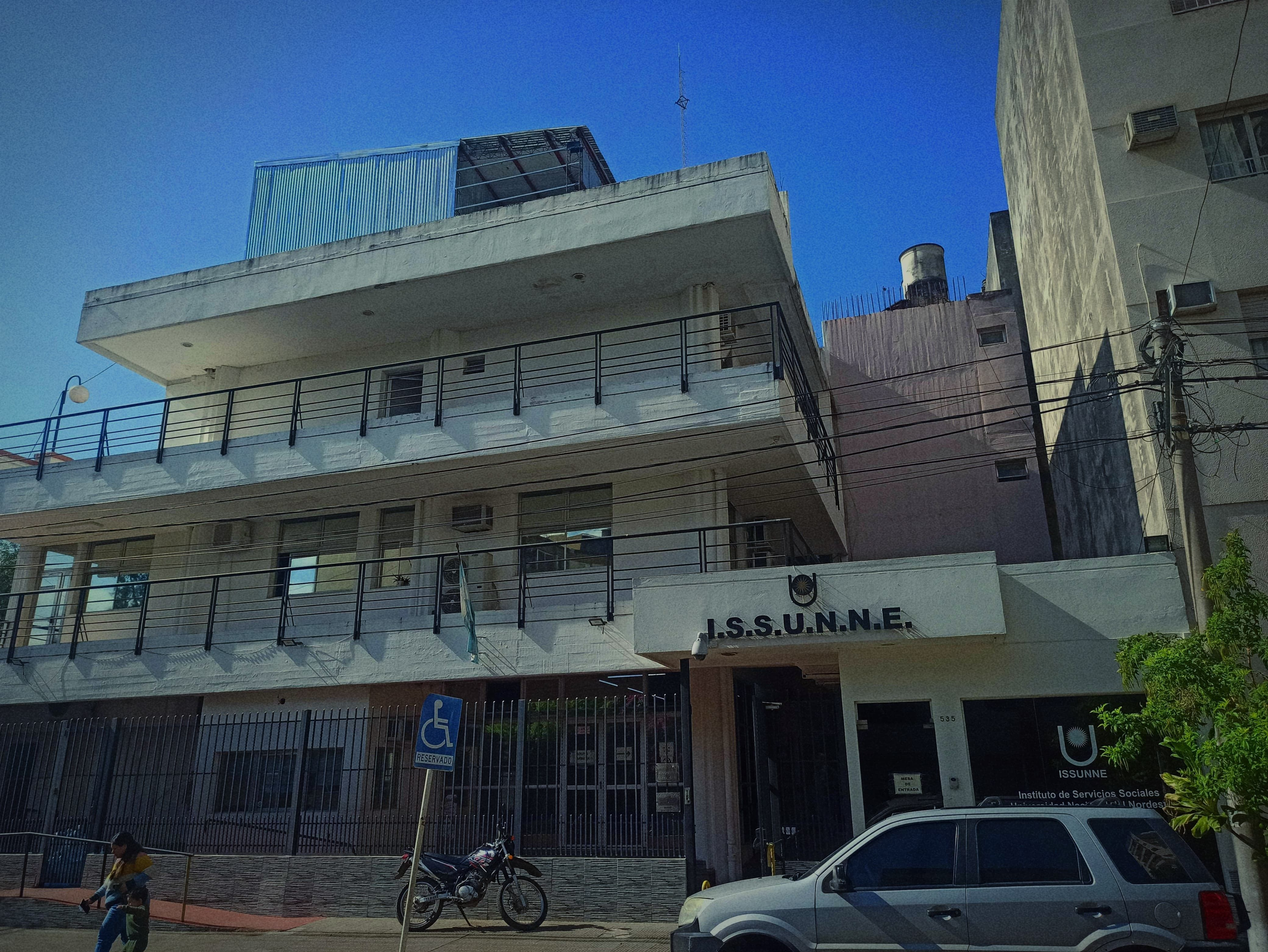
Edificio del Instituto de Servicios Sociales de la UNNE (Sede Corrientes)

Este instituto dispone de dos sedes: la central en Corrientes y la central en Resistencia, ambas con atención al público de lunes a viernes. La sede Corrientes dispone de consultorios en las especialidades de Cardiología, Clínica Médica, Odontología General, Ortodoncia, Pediatría, Ginecología, Oftalmología, entre otras. Por su parte, la sede de Chaco brinda atención en Clínica Médica, Medicina Familiar, Kinesiología, Odontología General, Ortodoncia y Psicología. 

##### Servicios
Además de los servicios médicos ambulatorios, ISSUNNE ofrece servicios de Ópticas y Farmacias en ambas sedes, contando con sistemas coseguros, coberturas y planes especiales con descuentos, además de un plan materno infantil. 
Los afiliados y las afiliadas  que necesiten derivaciones por cuestiones de salud, para estudios o tratamientos ambulatorios de mayor complejidad, cuentan con un alojamiento en la sede de Corrientes.
Además, el Instituto ofrece un Servicio de Asistencia de Salud Estudiantil (SASE). El mismo va destinado a alumnos y alumnas activos de la facultad, y para acceder a los beneficios de esta obra social es necesario afiliarse. 

### Radio UNNE

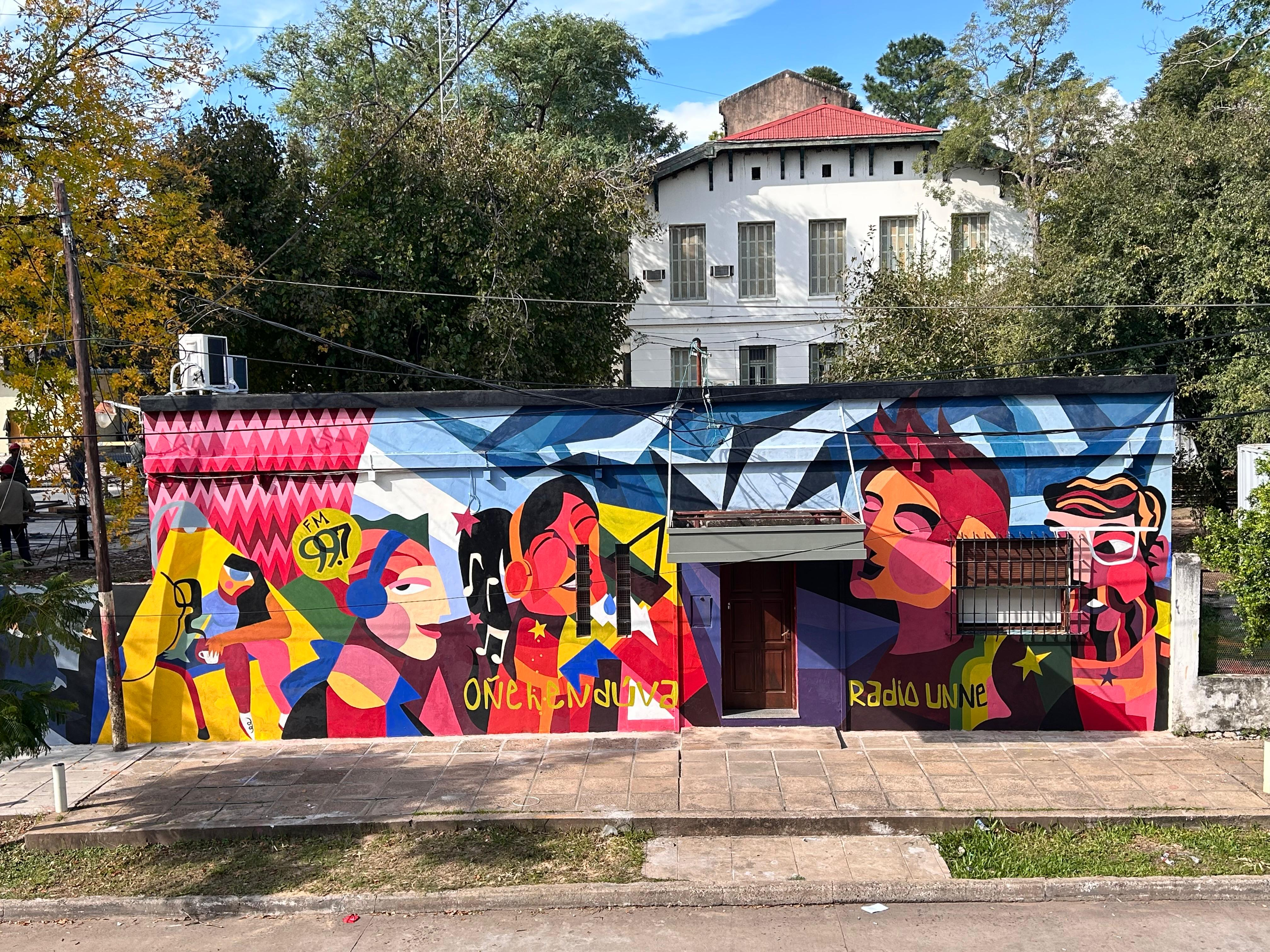
Radio UNNE con la fachada del nuevo mural 2025.

La Radio UNNE (FM 99.7) es una radio profesional y un espacio de práctica periodística para estudiantes de la cátedra Teoría y Técnica del Periodismo Audiovisual I de la carrera de Licenciatura en Comunicación Social de la Facultad de Humanidades de la UNNE. Depende del rectorado de dicha universidad, tiene una programación propia y externa. 
La radio se inauguró el 3 de marzo de 1999 y está ubicada en la ciudad de Corrientes.  Su primera directora fue Elena Páparo, y su programación se basaba en la lectura de gacetillas. A mediados de la década del 2000, tomó su lugar Eduardo del Valle, quien agregó programas periodísticos. En 2014, se llevó a cabo un concurso por la dirección de la radio y, al siguiente año, este lo ganó la Lic. Ana Elisa Farizano, docente de la carrera de Comunicación Social, quien a 2025 es directora de la radio.

#### Transmisión y programación
Esta radio es informativa, con conocimiento científico y exposición cultural, dedicado para estudiantes universitarios. Pasó de estar en un estudio cerrado a las calles. Esta iniciativa empezó para visibilizar el contexto social y, sobre todo, tener un acercamiento con la comunidad en la provincias de Corrientes y Chaco, tanto en la capital como en los pueblos del interior. Para esto realizan transmisiones especiales desde el lugar de los hechos, cubriendo eventos, festividades y espacios culturales importantes para la región.
La radio es parte de la Asociación de Radiodifusoras Universitarias Nacionales Argentina (ARUNA) la cual trabaja en conjunto y realizan capacitaciones. ARUNA agrupa más de 50 radios universitarias asociadas en toda la República Argentina.

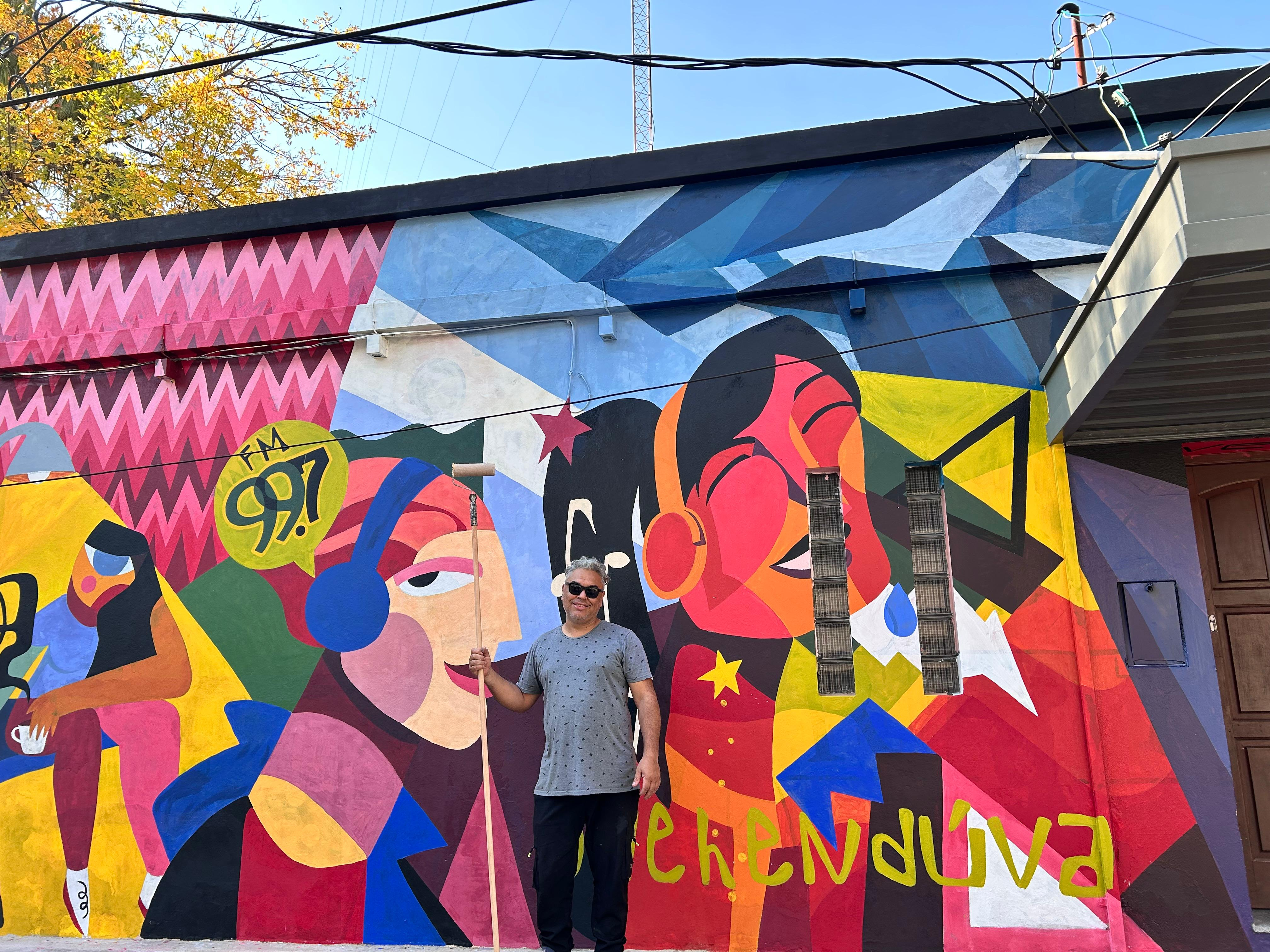
El artista Alejandro Pizarro junto a su mural terminando detalles.

#### Remodelaciones
En 2025, la radio tuvo remodelaciones y una de ellas fue el mural. Este fue realizado por el artista Alejandro Pizarro, que ya había trabajado en la fachada anterior. El artista reinventó la pintura existente, inspirándose en la tecnología de la actualidad con diferentes expresiones culturales, con una frase representativa de las tierras guaraníes “oñehendúva” (que significa: “lo que se escucha”). Otra modificación importante que se implementó fue la forma de transmisión de los programas vía streaming con videocámaras. Este cambio se da en una búsqueda de actualización del estudio, apuntar a un público renovado y mejorar el ejercicio en las prácticas universitarias.

## Volumen
La UNNE acogió en 2005 unos 52 597 alumnos, casi el 4,2% de la matrícula universitaria nacional. El crecimiento medio anual de la población estudiantil durante la década precedente alcanzó el 5,27%, una tendencia que parece haber continuado en los últimos años. El 42,61% de los ingresantes concurre a las facultades de Derecho, Medicina y Ciencias Económicas; en Ciencias Básicas y Aplicadas es perceptible la competencia de la sede de Resistencia de la Universidad Tecnológica Nacional. El personal docente excede las 4000 personas, y el presupuesto de la universidad para 2002 ascendía a casi 54 millones de pesos.
La universidad cuenta con una editorial, EUDENE, y varios centros de investigación: el Centro de Estudios Sociales, el Centro de Gestión Ambiental y Ecología, una filial del European Mathematical Information Service y el Instituto de Botánica del Nordeste (IBONE).

## Campus
Esta Universidad posee cuatro campus que agrupan a varias de sus unidades académicas, uno de ellos ubicado en Resistencia y el resto en Corrientes.
- Campus Cabral: ubicado en la calle Sargento Juan Bautista Cabral, entre Pampín y Gelabert, de la capital correntina.
- Campus Deodoro Roca: también ubicado en la ciudad de Corrientes, en la Avenida Libertad  5450, y Grandville.
- Campus Resistencia: este se ubica en la capital chaqueña, sobre la Avenida Las Heras y Av. Castelli.
- Campus de la Reforma Universitaria: este cuarto y más reciente campus se ubica detrás del Campus Resistencia.

### Comedor Campus Sargento Cabral
El Comedor Universitario del Campus Sargento Cabral forma parte del sistema de comedores de la Universidad, junto a los ubicados en el Campus Resistencia (Chaco) y el Campus Deodoro Roca (Corrientes). Está situado en la ciudad de Corrientes, y ofrece exclusivamente el servicio de almuerzo para estudiantes, docentes y personal no docente de la institución. Funciona de lunes a sábados en el horario de 11:00 a 14:00.
El edificio que actualmente alberga el comedor fue reacondicionado para tal fin y anteriormente funcionaba como laboratorio, por lo que no fue necesario construir una nueva infraestructura. Está ubicado dentro del predio de las facultades Ciencias Agrarias y Veterinaria, próximo a una de las sedes de la facultad de Medicina y al edificio ComTuLab que integra las carreras de Comunicación Social, Turismo y Relaciones Laborales.

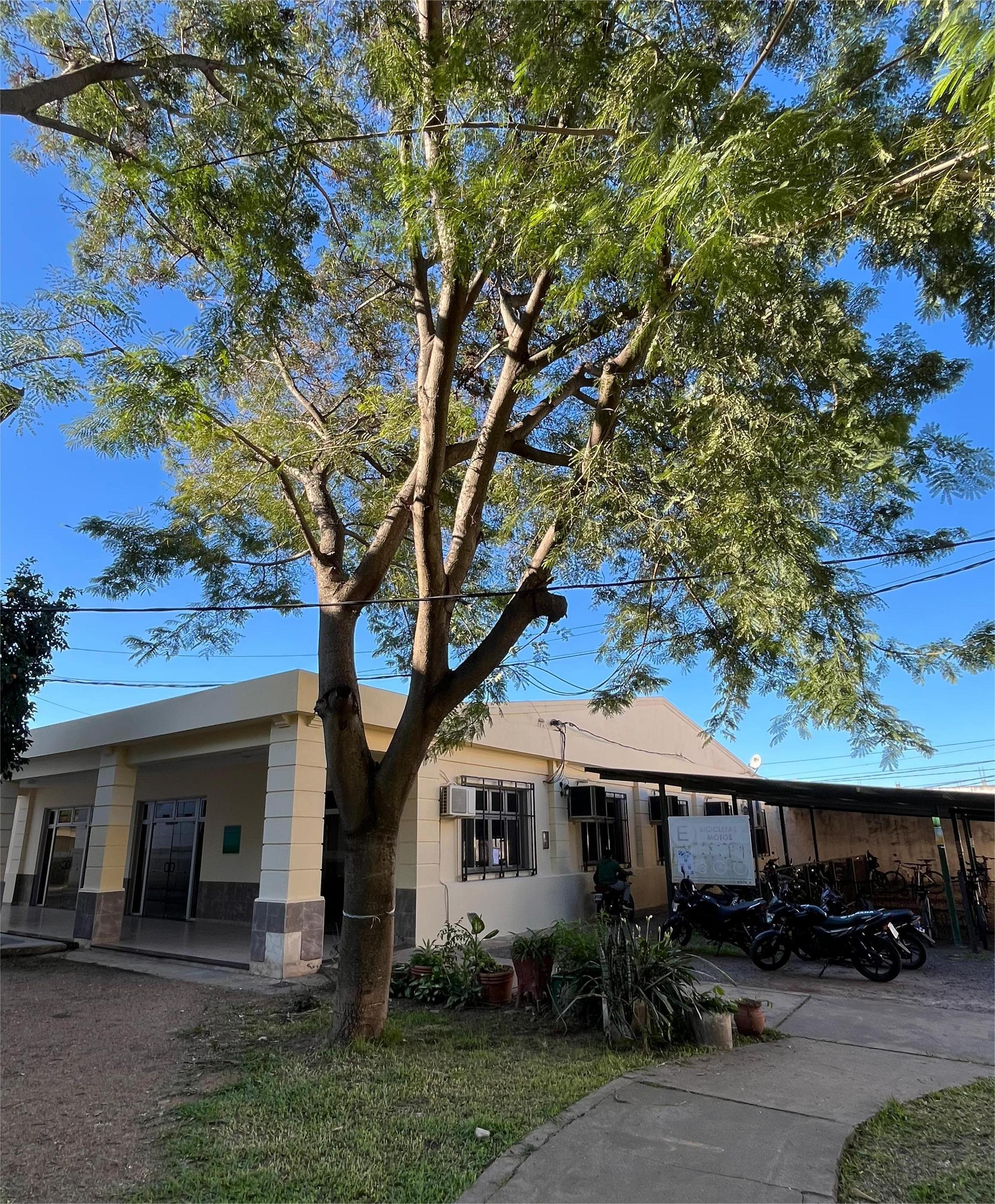
Junto al edificio del comedor del Campus Sargento Cabral se encuentra el establecimiento de motos y bici.

El menú diario incluye entrada, plato principal, pan, agua y postre, con porciones supervisadas por nutricionistas para garantizar una alimentación equilibrada. Parte de los alimentos provienen de la Escuela Regional de Agricultura, Ganadería, Industria y Afines (ERAGIA), vinculada a la UNNE. Según datos del coordinador del comedor, asisten cerca de 550 estudiantes por día.
Anteriormente, el comedor funcionaba en un edificio que actualmente cumple funciones como gimnasio universitario y sede de la Secretaría General de Asuntos Sociales de la UNNE. El comedor actual se inauguró formalmente en mayo de 2010, en el marco de una política de fortalecimiento de los servicios universitarios.

### Ex Comedor Universitario
Este lugar es un complejo deportivo de toda la UNNE, el cual contiene espacios de distintas disciplinas tales como futsal, vóley, cestoball, fútbol, taekwondo y gimnasio. Todas las actividades son de carácter gratuito para integrantes de la UNNE. En ocasiones se realizan torneos de las diversas disciplinas deportivas organizadas por estudiantes de la UNNE.

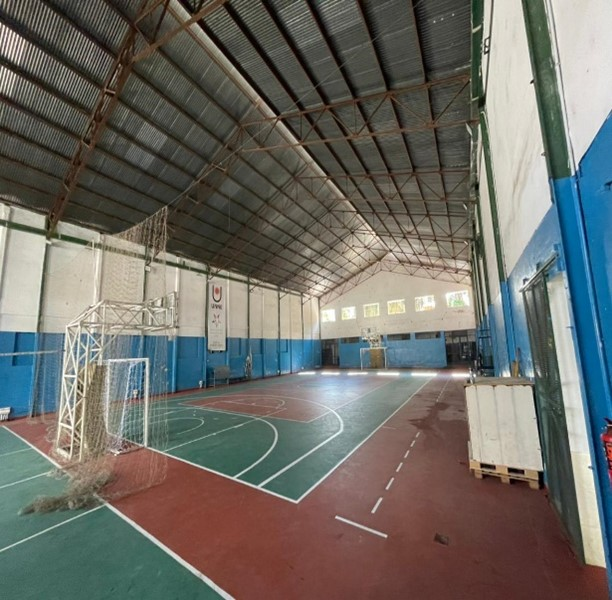
Cancha de futsal y cestobol, ubicada en el Ex Comedor

Además, el espacio cuenta con salas médicas para estudiantes. Este establecimiento ofrece atención médica y fomenta las prácticas deportivas, integrando al estudiante en la comunidad universitaria.
Sus inicios datan de la década del 70, pero no como un recinto deportivo. Era llamado en ese entonces "Comedor Universitario y Centro Universitario de Salud". Durante el llamado correntinazo en medio de protestas contra las tarifas del comedor universitario y su posible cierre, falleció un alumno de Medicina. Tal hecho llevó a la disolución del centro de estudiantes y el comedor, para luego ser convertido en el actual compplejo deportivo y centro de salud.
Su última modificación tuvo fecha en el mes de junio del año 2016, en el 60° aniversario de la Universidad Nacional del Nordeste, con la reinauguración de la cancha cerrada del Complejo Deportivo de la UNNE.

## ComTuLab
ComTuLab es la sede donde se dictan las carreras de Comunicación Social, Turismo y Relaciones Laborales de la Universidad Nacional del Nordeste en Corrientes. Este espacio funciona como un polo interfacultades, articulando actividades académicas, administrativas y de extensión entre tres unidades académicas: La Facultad de Humanidades, la Facultad de Ciencias Económicas (FCE) y la Facultad de Artes, Diseño y Ciencias de la Cultura (FADyCC). Desde su consolidación como sede propia, ha operado como un centro organizativo para el funcionamiento conjunto de estas carreras, favoreciendo su desarrollo en un mismo ámbito institucional. 

### Infraestructura
El establecimiento cuenta con diversas áreas, entre las que se destacan la biblioteca, la sala de audiovisuales, la sala de informática, el Departamento de Dirección Administrativa, el Departamento de Estudios y el Departamento de Personal. El edificio principal posee tres niveles destinados al desarrollo de actividades académicas: en la planta baja se encuentran tres aulas, siendo el Aula 1 la principal; en el primer piso hay dos aulas adicionales, mientras que en el segundo piso se localizan otras tres aulas. 
Fuera del edificio, se encuentra también la Radio UNNE, donde los estudiantes de la carrera de Licenciatura en Comunicación Social realizan sus prácticas profesionales. La sede está emplazada entre la Facultad de Medicina y la Facultad de Ciencias Agrarias, y en sus proximidades se ubican la Facultad de Ciencias Veterinarias y el comedor universitario Sargento Cabral. 

### Historia institucional

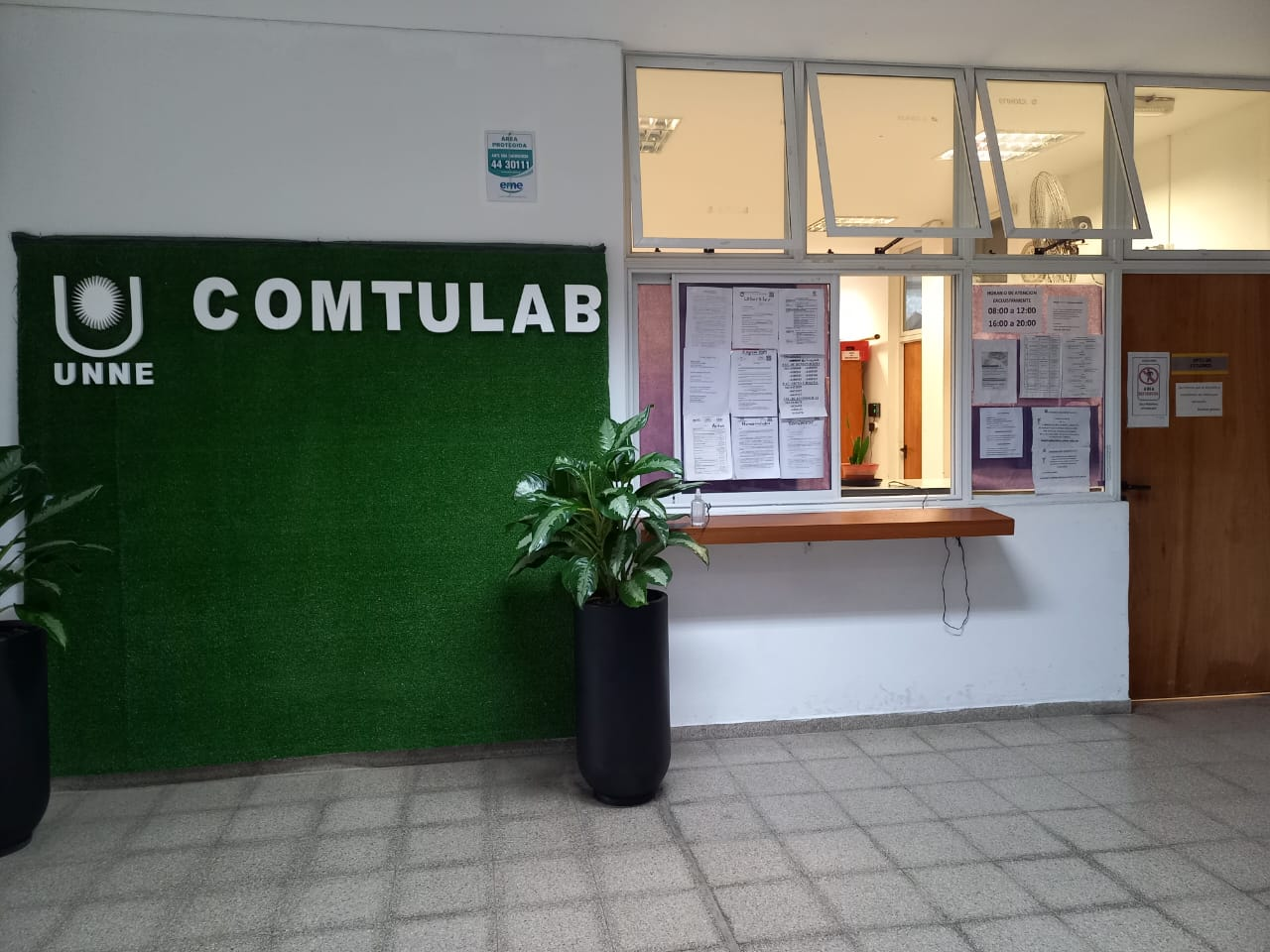
Planta baja del edificio de ComTuLab

En 1995, durante la gestión del Dr. Torres, la Universidad Nacional del Nordeste (UNNE) inició un proceso de reforma curricular que incluyó a las carreras vinculadas al área de las ciencias sociales y la comunicación. Como resultado, en 1996 se aprobaron nuevos planes de estudio y, al año siguiente, comenzaron a dictarse las carreras de Tecnicatura en Turismo, Tecnicatura en Periodismo y Licenciatura en Relaciones Laborales. En ese mismo período, las actividades académicas fueron trasladadas a la sede ubicada en la calle San Juan 434, funcionando en un horario extendido de 7 a 22 horas. 
Hacia fines de 1997 se creó la carrera de Licenciatura en Comunicación Social, cuyo dictado se inició en 1998. Ese mismo año, la provincia enfrentó una profunda crisis económica y social, lo que provocó la interrupción del financiamiento local. Ante esta situación, el Consejo Superior de la UNNE resolvió garantizar la continuidad de las carreras mediante su financiamiento completo con fondos provenientes del presupuesto del Rectorado. 

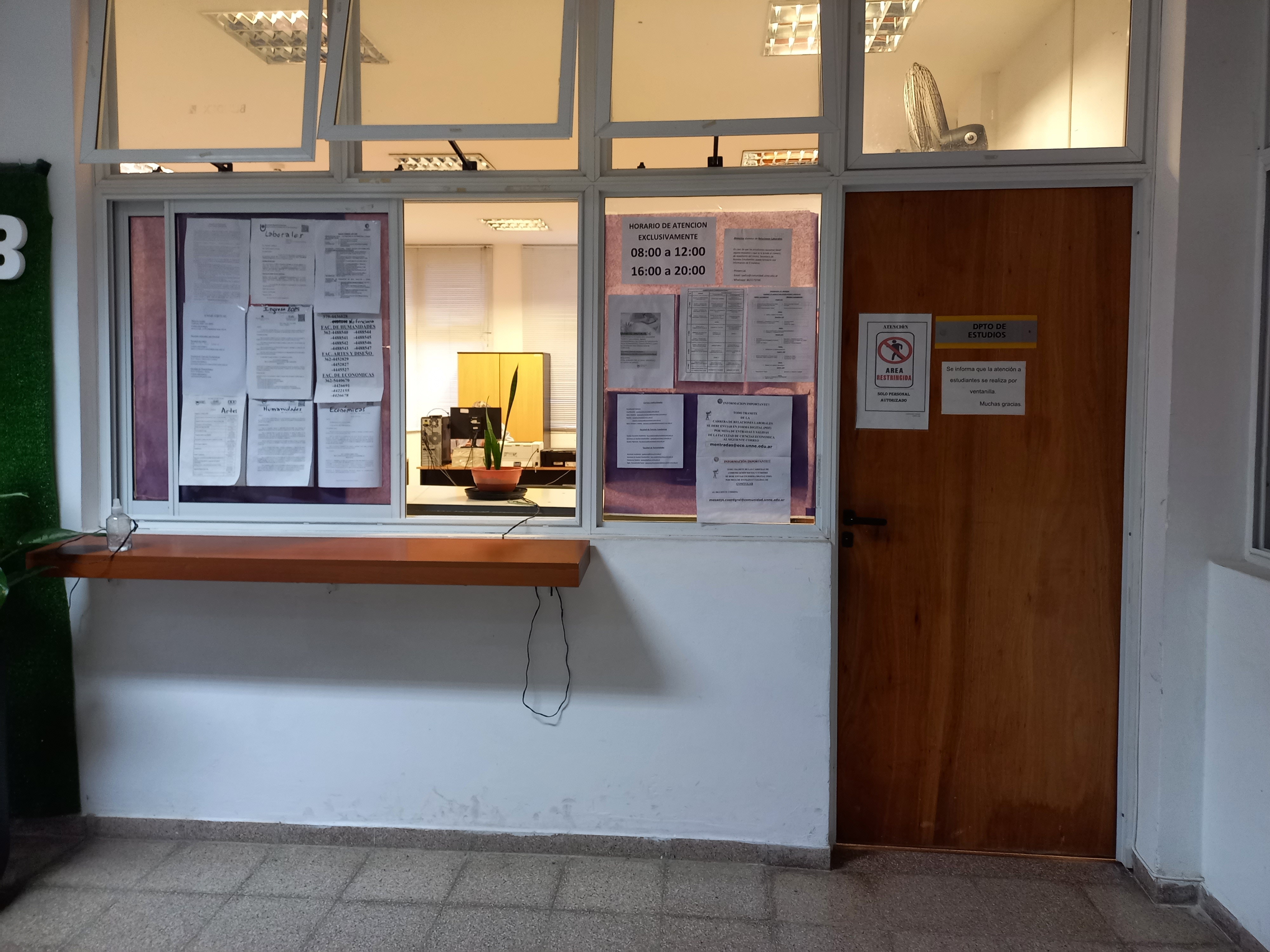
Alumnado del edificio ComTulab, ubicado en la planta baja

En el año 2005 entraron en vigencia los nuevos planes de estudio de las carreras, los cuales fueron aprobados mediante resoluciones del Consejo Superior de la Universidad Nacional del Nordeste y cuentan con validez nacional otorgada por resoluciones del Ministerio de Educación, Ciencia y Tecnología.
En el año 2007, a través de la Resolución Nº 533/07 del Consejo Superior, se conformaron comisiones de evaluación con el objetivo de gestionar el traspaso de cada carrera a su respectiva facultad. Este proceso se concretó en el año 2009, quedando asignadas de la siguiente manera:
- Facultad de Ciencias Económicas: Licenciatura en Relaciones Laborales
- Facultad de Humanidades: Licenciatura en Comunicación Social
- Facultad de Arquitectura: Tecnicatura en Turismo

En el año 2011, la carrera de Turismo dejó de depender de la Facultad de Arquitectura y regresó a la órbita de las Carreras de Rectorado. Posteriormente, en 2014, la Tecnicatura en Turismo fue transferida a la Facultad de Artes, Diseño y Ciencias de la Cultura (FADyCC), dando inicio a un proceso de reestructuración académica. Como resultado de este proceso, en 2019 se implementó una modificación en el plan de estudios, que amplió la duración de la carrera a cinco años y comenzó a otorgar el título de Licenciatura en Turismo. 

### Autoridades y administración

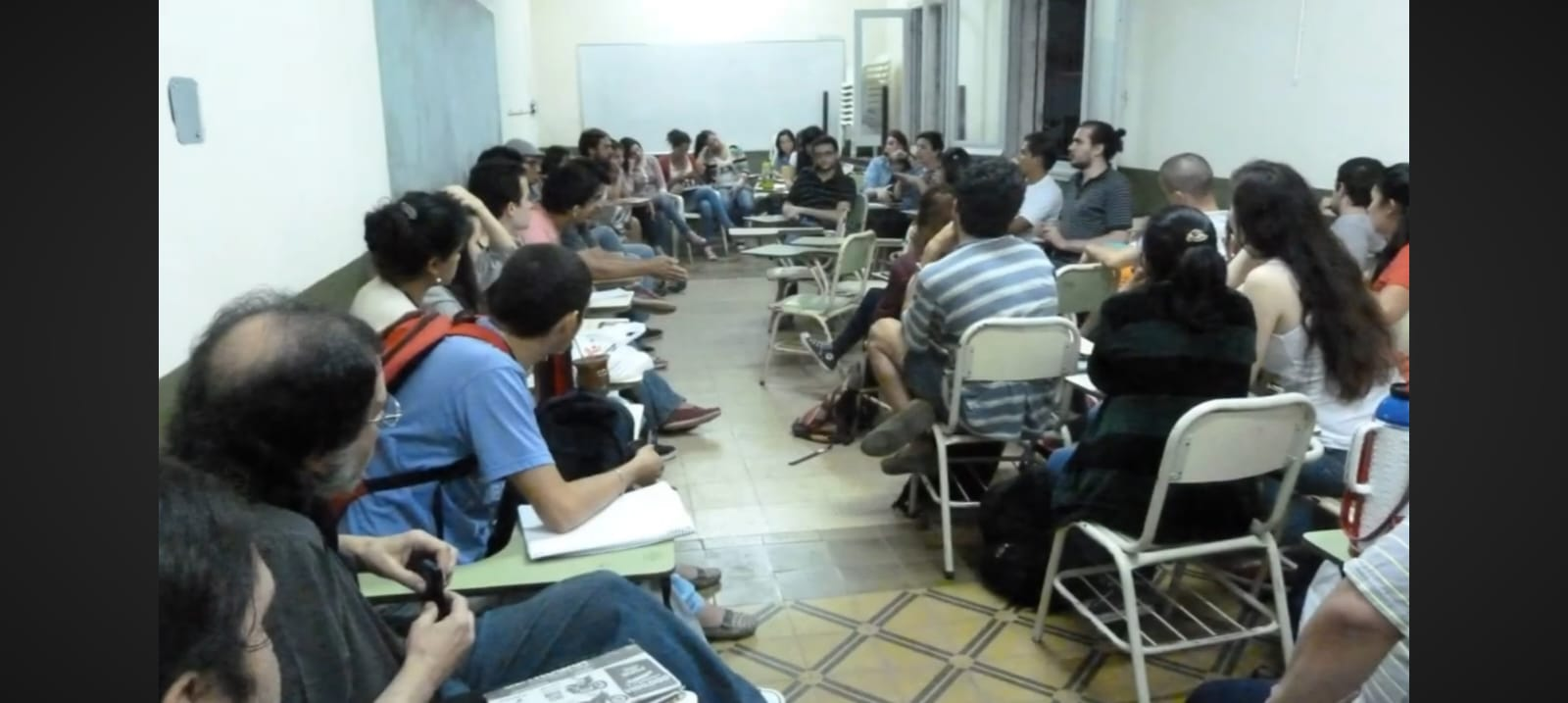
Alumnos en el antiguo edificio de ComTuLab ubicado por San Juan 434.

En 2015, se inauguró la sede, en donde están centralizadas todas las actividades académicas y administrativas del espacio. En agosto de 2022, bajo la presidencia de la Profesora Graciela Guarino, Decana de la Facultad de Humanidades, se avanzó en consolidar la Unidad de Gestión Administrativa de Com.Tu.Lab; con el objetivo de fortalecer su estructura organizativa y operativa.
La sede cuenta con una estructura de gestión rotativa entre las tres facultades participantes. Desde 2022, la decana a cargo de la sede es la Lic. Moira Yanina Carrio (FCE), acompañada por un equipo de coordinación administrativa. 

### Otras actividades
En 2023 se produjo un documental titulado 40 años, con el desafío de pensar en grande, que recopila testimonios sobre la historia de la Licenciatura en Comunicación Social en la UNNE. En la página oficial vinculada al documental, se ofrece un mapa interactivo con fotografías de las distintas sedes donde se dicta la carrera, además de la posibilidad de que las promociones suban imágenes de su época estudiantil. El documental está disponible en plataformas digitales. 
Entre las actividades que se realizan en la sede, se destaca la ExpoCom, un evento anual en el que estudiantes de la carrera de Comunicación Social presentan trabajos desarrollados en el marco de diversas asignaturas. En la edición 2024 participaron las cátedras de Audio I y II, Teoría y Método de la Investigación Social, Seminario de Prácticas Profesionales, Gráfico II, Opinión Pública y Radio UNNE. 

### Biblioteca COMTULAB

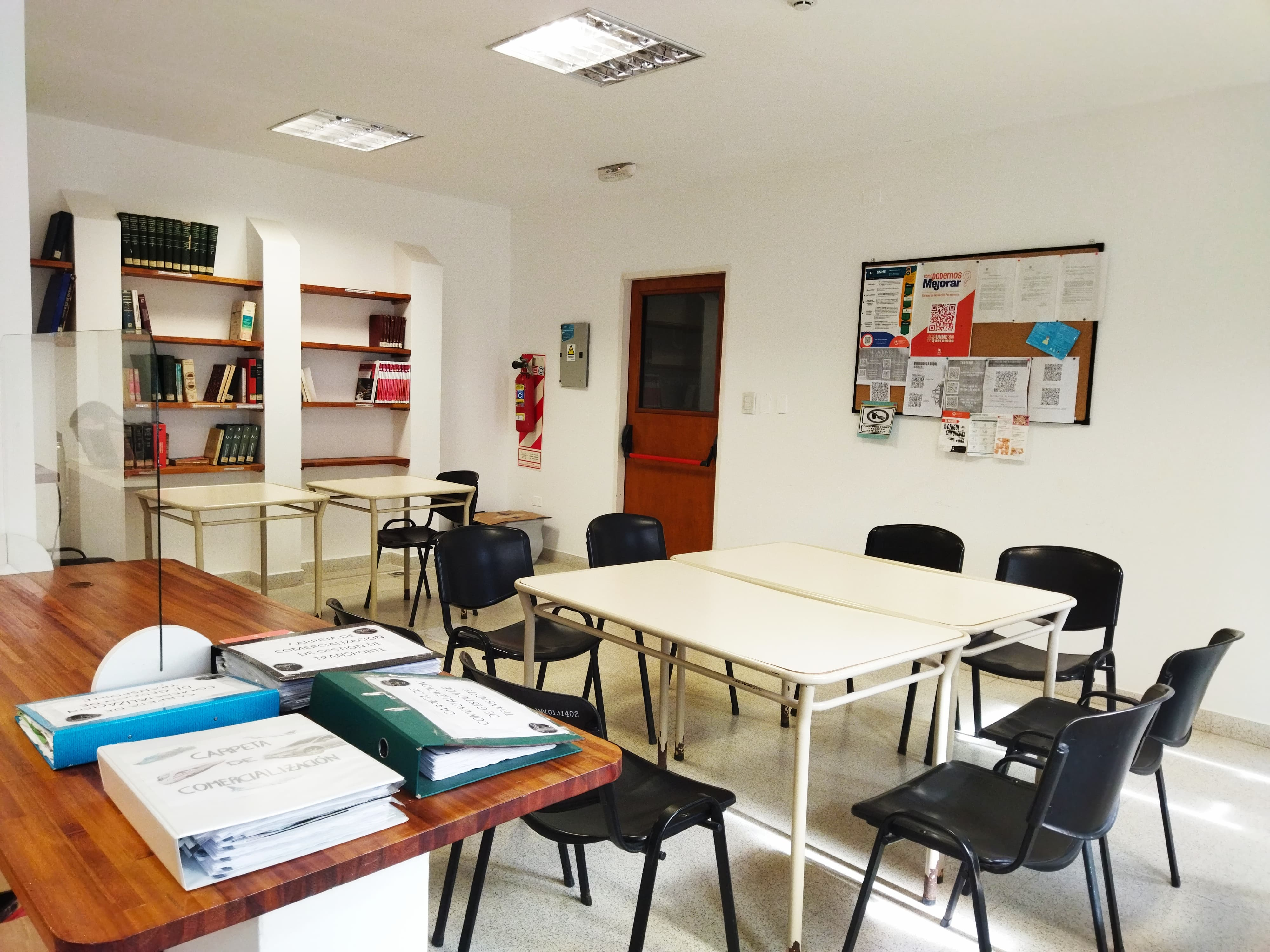
Biblioteca ComTuLab

La biblioteca Com.Tu.Lab con sede en Corrientes Capital incluye en su servicio a la Facultad de Humanidades, la Facultad de Artes, Diseño y Ciencias de la Cultura (FADYCC) y de la Facultad de Ciencias Económicas (FCE). Posee libros de las tres carreras que se dictan en dicho lugar. No obstante, brinda sus servicios a la comunidad académica de la Universidad Nacional del Nordeste (UNNE) en general. 
La biblioteca funcionó de forma precaria en el edificio de la escuela primaria General Belgrano desde 1976, año el cual se realizó la primera compra de libros. En 1987, la Universidad contrató a la primera profesional para organizar el fondo documental que, en esa época, se encontraba de manera desordenada y sin inventarios bibliográficos. Con el pasar del tiempo, fue creciendo por medio de la adquisición de nuevos materiales comprados o donados por docentes y egresados. Este crecimiento significó la aplicación de criterios elementales para la clasificación y catalogación de los materiales ya existentes. Cuando se creó la Carrera de Turismo se complicó más el uso de la biblioteca con sus nuevos materiales. Se modificó el plan de estudios de la Carrera de Relaciones Industriales que pasó a ser Carrera de Relaciones laborales, mientras se mantuvo la de Comunicación Social.
En el año 2004, en el marco del Programa de Mejoramiento de la Gestión Académico – Administrativa, se implementó el Proyecto de Fortalecimiento de la Red de Bibliotecas de la Universidad. En ese contexto, se abarcó a todas las bibliotecas de la institución contemplando el incremento del fondo documental. Se incorporó Recursos Humanos, y Recursos Tecnológicos actualizados para el trabajo y equipamiento del área de lectura. En el año 2010, por gestión de la Dirección General de Carreras, se puso en funcionamiento el nuevo edificio destinado a la Biblioteca en el “campus” Sargento Cabral. En el 2013, se remodeló y se agrandó la biblioteca en el programa de ampliación de todo el edificio. Se interviene en la infraestructura de la biblioteca, modernizando todos los espacios. Esto incluyó el depósito de libros, la hemeroteca (donde se encuentran actualmente las tesinas, revistas científicas de las tres carreras) y la sala de lecturas.
Esta biblioteca cuenta con personal que cumple sus funciones en el sector de Circulación y Préstamo, también dispone de un especialista en bibliotecología. Este último desarrolla sus funciones en el sector de Procesos Técnicos y, al mismo tiempo, brinda el servicio de Selectiva de Información (DSI) a usuarios investigadores, a estudiantes avanzados de la carrera y docentes investigadores.

#### Composición
El fondo documental de la biblioteca consta de un sistema de gestión denominado PERGAMO, el cual cuenta con 44.985 registros que incluyen: libros, tesinas, revistas, monografías, mapas y videos. La biblioteca en sí también dispone de: folletos, documentos antiguos, revistas científicas y monografías físicamente. En 2025 el sistema PERGAMO de la Biblioteca ComTuLab registra: 2.499 libros, 206 folletos, 1.535 tesis, 190 monografías, 310 revistas, 11 videos y 4 mapas. Asimismo, muchos materiales aún están en proceso de sistematización.

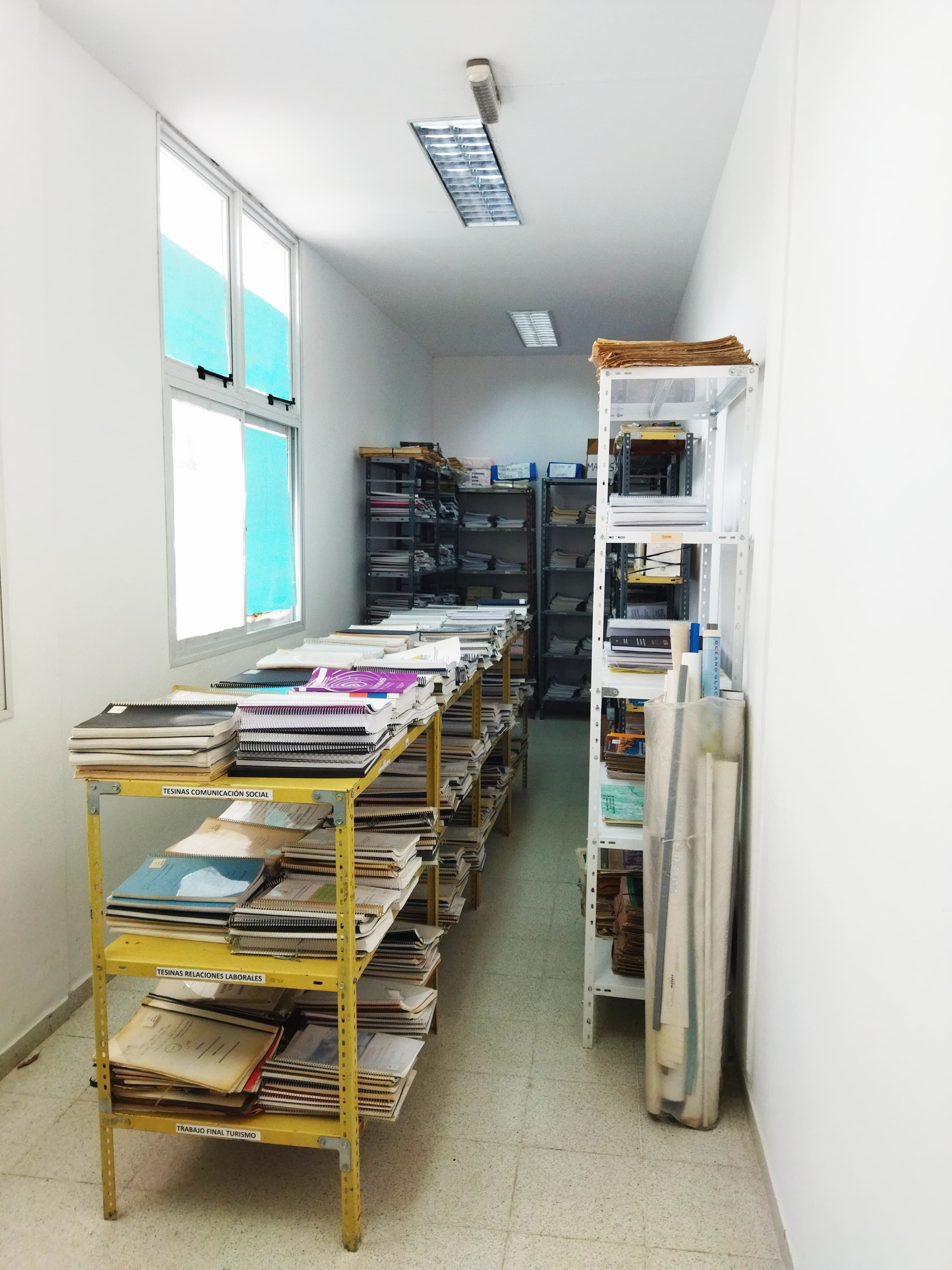
Hemeroteca de la biblioteca de ComTuLab

#### Servicios
La biblioteca ofrece diversos espacios y servicios para la comunidad universitaria, entre ellas, dispone de sala de lecturas, equipadas con puestos de computadoras para el estudio y la consulta del material bibliográfico. Además cuenta con un servicio de préstamo en sala, a domicilio y en aula, para facilitar el acceso al material a los estudiantes y docentes. Posee servicios adaptados para personas con discapacidad, incluyendo accesos para alumnos en silla de ruedas y tecnología específica como el software ABBY, que permite preparar documentos digitales accesibles mediante lectores de pantalla para alumnos ciegos. En la misma, se organizan Jornadas de Formación de Usuarios, recientemente realizadas junto a docentes y alumnos de las carreras de Relaciones Laborales y Turismo, donde se brindan herramientas para el acceso y uso eficiente de los recursos de información. 
Dispone de acceso a bibliotecas digitales y otros recursos a través del módulo “Biblioteca” en la página institucional, con una vinculación con otras bibliotecas de la red universitaria, bibliotecas públicas y populares, ampliando así el fondo documental disponible.

## Becas de investigación
La Universidad otorga becas para personas graduadas y a estudiantes que estén próximos a graduarse. El objetivo de las becas es promover la investigación y formación científica y tecnológica de los postulantes. Estas ayudas abarcan a todas las unidades académicas de la universidad y se dividen en dos categorías: Becas de Pregrado y Becas Estímulo a la Investigación (BEI). 

### Becas de Pregrado
Están destinadas a los y las alumnos que cursen una carrera de mínimo cuatro años de duración y tengan aprobado el 50% del plan de estudios. Implican la la supervisión de un o una director y deberán cumplir con una cierta carga horaria de trabajo.

### Becas Estímulo a la Investigación

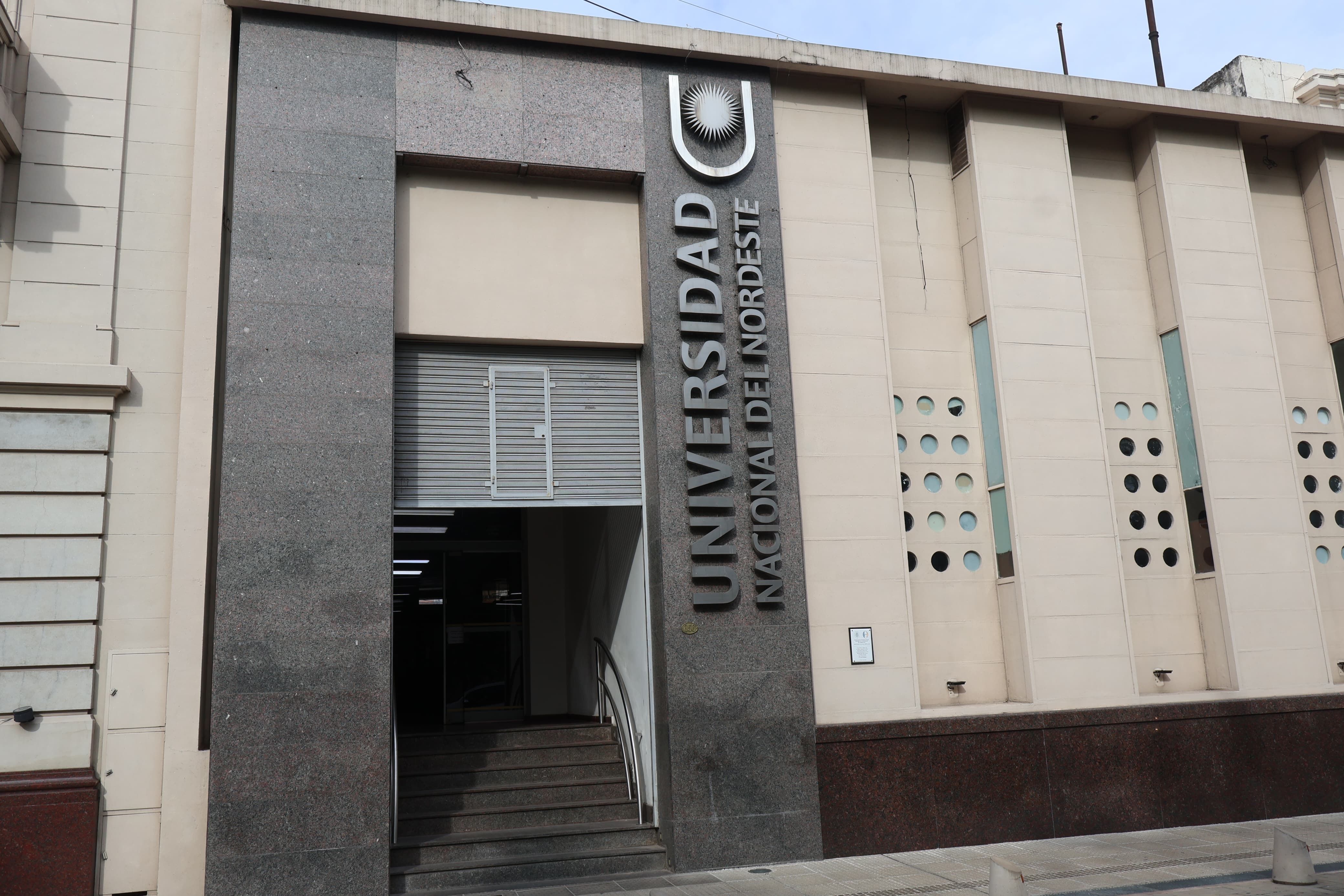
La Secretaría General de Ciencia y Técnica de la UNNE, organismo regulador de las becas, tiene sede en el Rectorado de la universidad.

Se dividen en BEI Tipo I y Tipo II. Están destinadas a graduadas/os, no necesariamente de la UNNE, que deseen complementar su labor profesional con investigación y desarrollo y que no hayan obtenido una beca similar con anterioridad. En 2025, el Consejo Superior de la universidad aprobó la asignación de 158 becas.

## Investigación aplicada y extensión

### De basural forestal a gas metano
Un grupo de especialistas de la UNNE a través de ensayos de biodigestión anaeróbica realizó un estudio para determinar la cantidad de gas metano que se puede producir con estos desechos, que no tienen una finalidad ni uso específico. Las mediciones demostraron que la producción de biogás para el pino es mayor que la del algarrobo.

### Equipo energéticos para heladeras
Profesionales de la UNNE diseñaron un controlador de inyección de potencia electrónico, que optimiza el consumo eléctrico de refrigeradores basados en ciclo de absorción, que habitualmente se utilizan en hoteles o en zonas rurales. De bajo costo e instalación simple, con este equipo se logra un ahorro de entre 25 y 45 por ciento. Los investigadores prevén que se puede alcanzar un ahorro medio anual de 19,7 por ciento para equipos de 60 litros y 40 por ciento para equipos de 150 litros.

### El agua de la zona hortícola de Corrientes no es apta para el consumo
Un análisis químico de especialistas de la UNNE, realizado en diferentes fuentes de agua pertenecientes a distintas chacras de la zona hortícola de Corrientes, arrojó como resultado una elevada concentración de nitratos, que resultan nocivos para la salud y llegan a ser letales en los niños. Mediante el estudio se determinó que la contaminación del agua está dada por el uso de fertilizantes para la agricultura.

## Galería de fotos

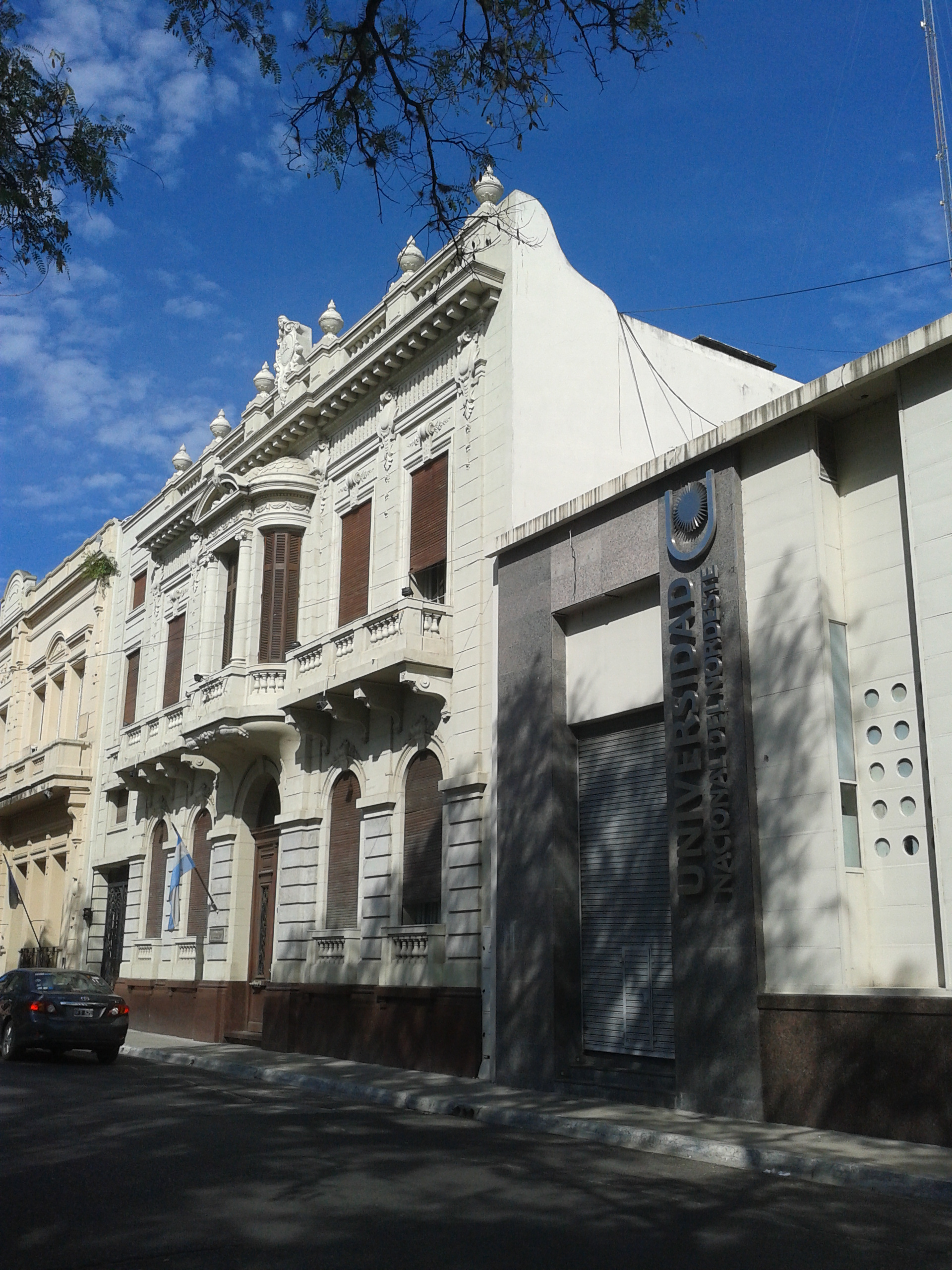
Rectorado de la UNNE, frente a plaza 25 de Mayo, Corrientes.
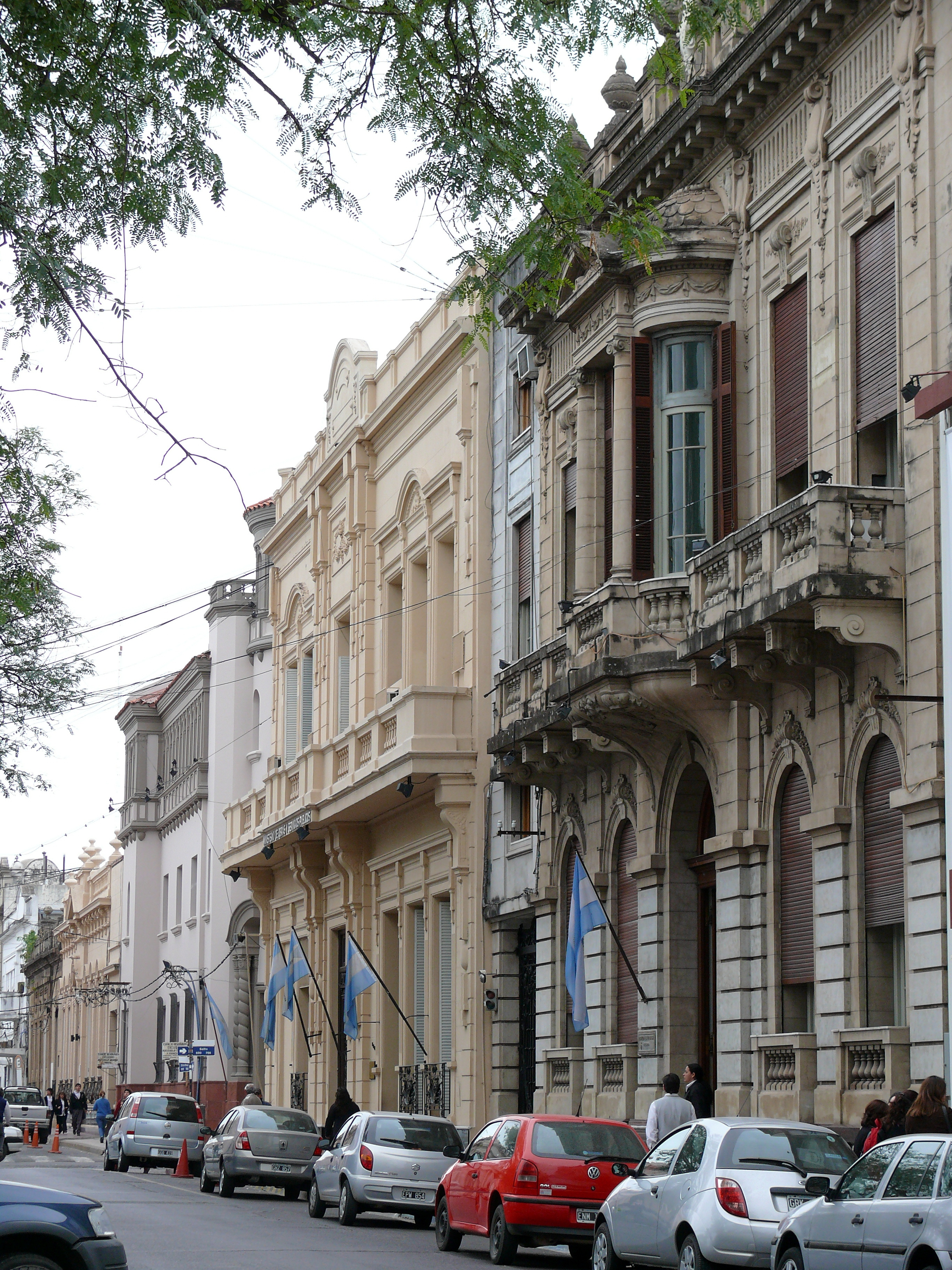
Rectorado de la UNNE.
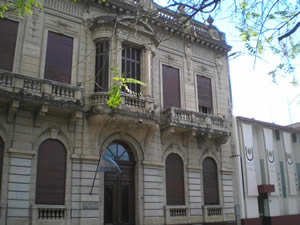
Rectorado de la UNNE.
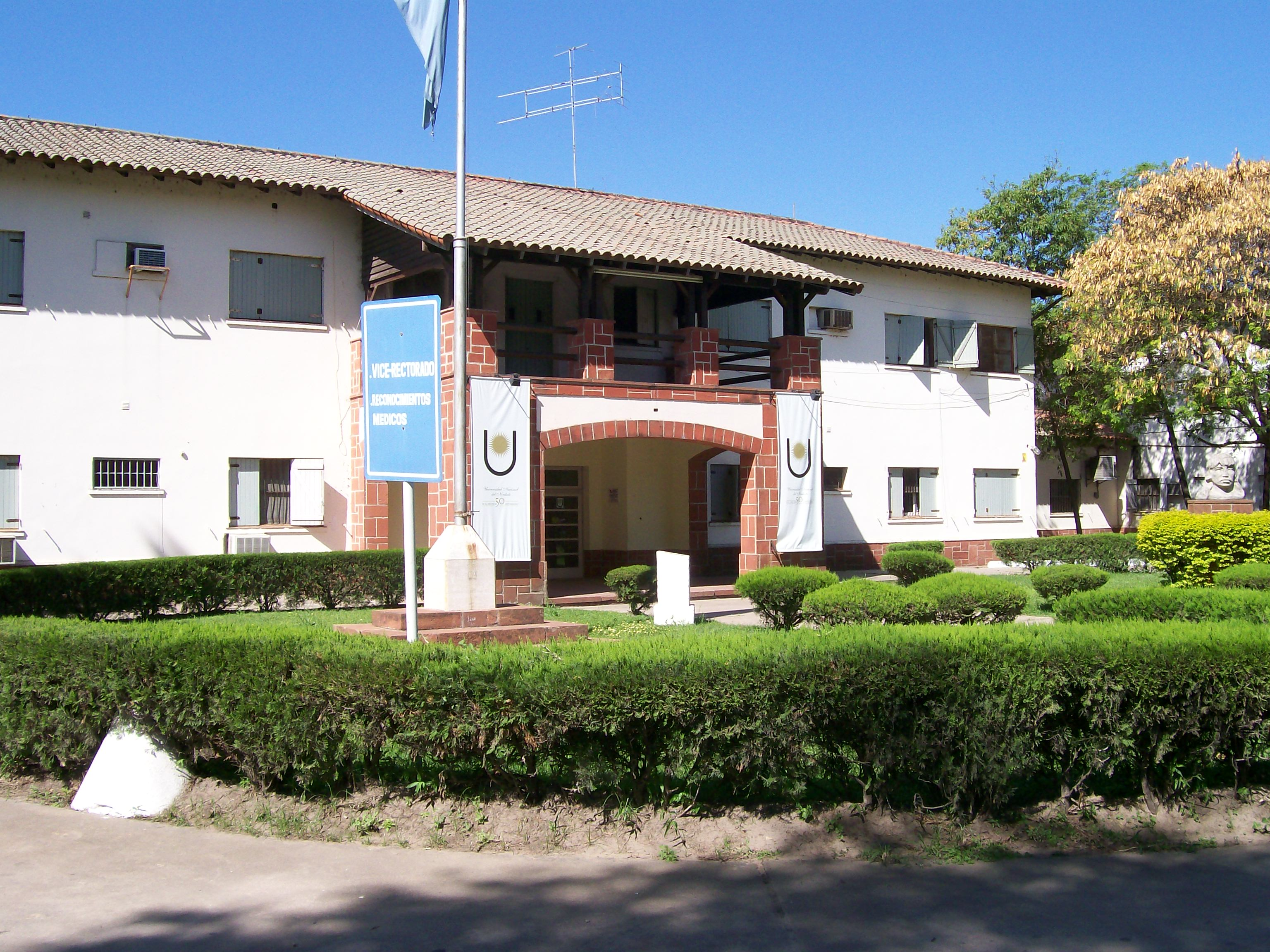
Vicerrectorado de la UNNE, en el campus Resistencia.
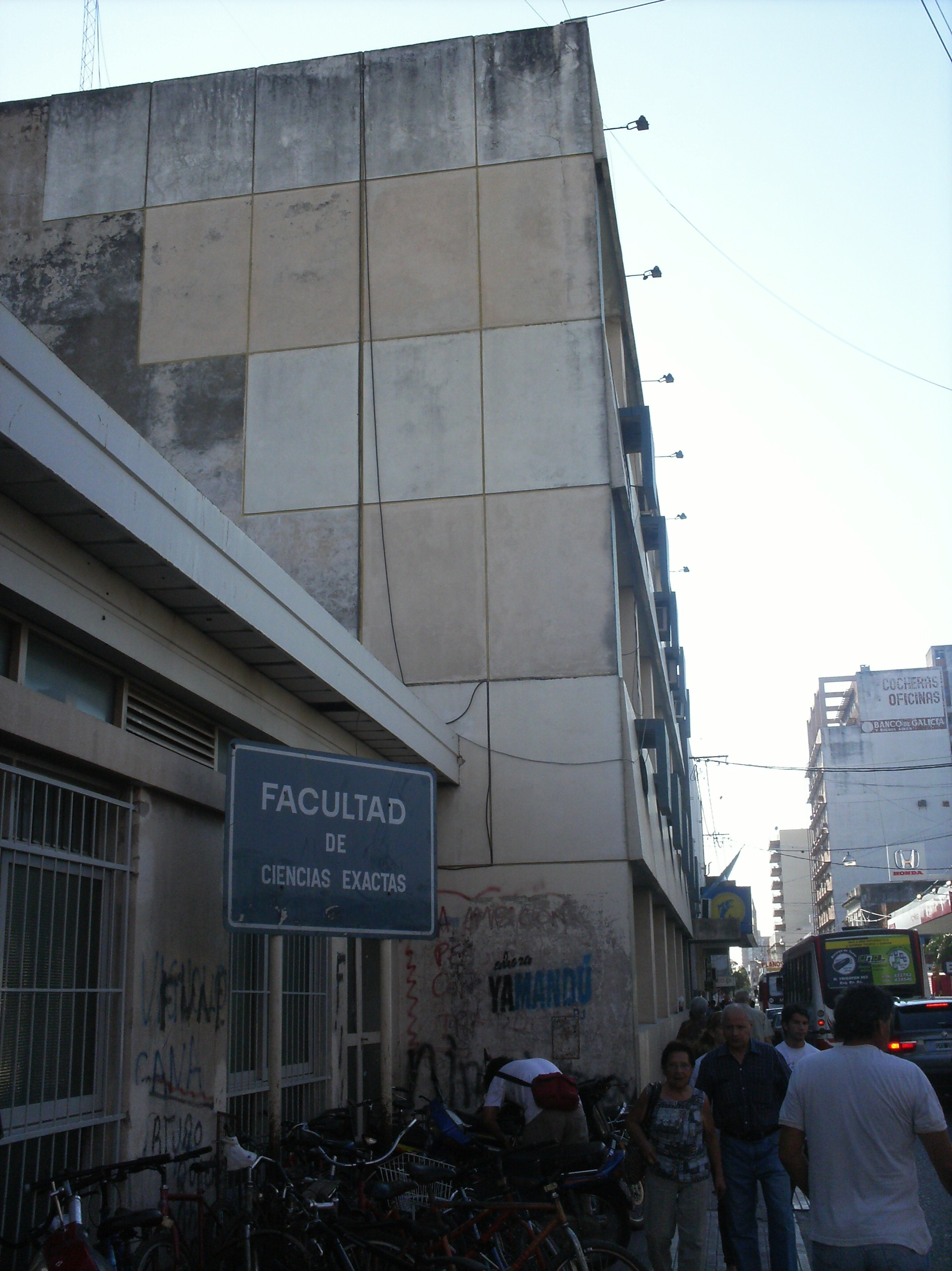
Facultad de Ciencias Exactas y Naturales y Agrimensura (FACENA), calle 9 de Julio Nº 1449, Corrientes.
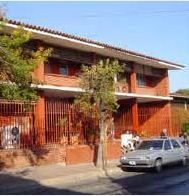
Facultad de Medicina, calle Mariano Moreno 1240, Corrientes.
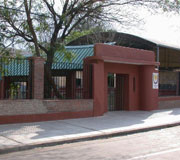
Facultad de Medicina, calle Sargento Cabral 2001, Corrientes.
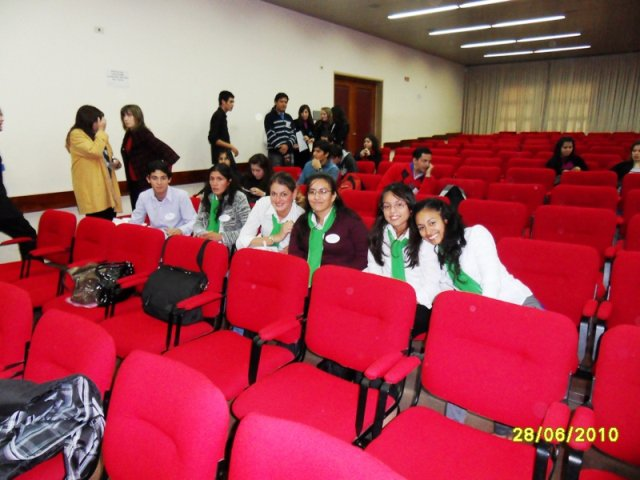
Alumnos en el salón auditorio de la Facultad de Ciencias Económicas, de la UNNE.